# 안세영
안세영(安洗瑩, 2002년 2월 5일~ )은 대한민국의 배드민턴 선수이다. 올림픽에 2회(2020, 2024)씩 참여했고 2024년 하계 올림픽 배드민턴 여자 단식에서 금메달을 획득했다. 2022년 세계 선수권 대회에서는 단식 동메달을 획득했으며 2023년 세계 선수권 대회에서는 대한민국 여자 선수로는 처음으로 단식 금메달을 획득했다.
국제 배드민턴 연맹(BWF) 올해의 유망주(2019년)와 올해의 여자 선수(2023년)로 선정되었다. 또한 2022년 우버컵에서 우승을 차지했으며, 2022년 아시안 게임에서도 단식과 단체전에서 금메달을 획득하여 대회 2관왕에 올랐다.

## 어린 시절과 주니어 선수 경력
2002년 2월 5일, 전라남도 나주시 이창동에서 1남 1녀 중 장녀로 태어나 광주광역시에서 성장했다. 아버지인 안정현은 대한민국 국가대표 권투 선수로 활동했고 취미로 배드민턴을 즐겼으며, 어머니는 체조 선수였다. 이러한 배경으로 안세영도 풍암초등학교 1학년 때 처음으로 배드민턴을 접했다. 2013년에 전주에서 열린 코리아 주니어 오픈 대회에서 우승하면서 2017년까지 코리아 주니어 오픈을 우승하는 성과를 내며 주목을 받았다.
2015년에 광주체육중학교로 진학했고 그 해 7월 인도네시아 쿠두스에서 열린 2015년 아시아 유스 선수권 대회에 참가하여 단식 8강, 정은영과 함께 참가한 복식에서도 8강에 올랐다. 이듬해인 2016년 9월에는 인도네시아 자카르타에서 열린 인도네시아 주니어 오픈에 참가했으며 여자 단식 경기와 유아연과 함께 참가한 복식 경기에서 우승을 차지했다. 2017년 7월에 자카르타에서 열린 2007년 아시아 주니어 선수권 대회에 참가했다. 단식 종목에서는 첫 상대인 태국의 팟라수다 차이완에게 패해 탈락했으나 혼성 단체전에서 금메달을 획득했다. 10월에는 인도네시아 욕야카르타에서 열린 2017년 세계 주니어 선수권 대회에서도 차이완에게 패하며 탈락했으나 혼성 단체전 동메달 획득에 기여했다. 그 해 12월 군산에서 열린 국가대표 선발전에서 이장미를 포함한 7명의 선수를 모두 꺾으며 중학생 선수로는 처음으로 자력으로 국가대표 선수로 발탁되었다.

## 성인 선수 경력
2018년 4월 일본 오사카부 모리구치시에서 열린 오사카 인터내셔널 챌린지 단식 경기를 통해 첫 성인 국가대표 데뷔전을 치렀다. 안세영은 32강에서 일본의 니다이라 나쓰키를 꺾었으며, 16강에서 나카이 유키노에게 패하며 대회를 마쳤다. 동년 8월에는 자카르타에서 열린 2018년 아시안 게임에 참가하여 선수 경력 처음으로 아시안 게임에 참가했으나, 여자 단식 첫 경기인 32강전에서 중국의 천위페이에게 패해 단 1경기 만에 탈락하고 말았다. 9월에 인도 하이데라바드에서 열린 하이데라바드 오픈에서는 8강전에서 김가은에게 패했고, 10월 인도네시아 수라바야에서 열린 인도네시아 인터내셔널 챌린지 대회에서는 일본의 사이토 시오리의 뒤를 이어 준우승을 차지했다.
2019년 코리아 마스터스, 캐나다 오픈, 뉴질랜드 오픈, 아키타 마스터스에서 우승을 차지했고 프랑스 오픈 여자 단식 결승전에서 카롤리나 마린을 꺾고 우승을 차지했다. 그녀는 5개 대회에서 우승을 차지하며 세계 랭킹 9위를 달성했고 2019년 세계 배드민턴 연맹(BWF)으로부터 신인상을 받았다. 2021년으로 1년 연기되어 개최된 2020년 하계 올림픽에서 대한민국 국가대표 배드민턴 선수로 참가했으나, 8강전에서 천위페이에게 패하며 탈락했다.
2023년 8월 BWF 세계 랭킹 1위에 오른 안세영은 대한민국 단식 선수로는 최초로 2023년 세계 배드민턴 선수권 대회 여자 단식 부문에서 우승을 차지했다. 2022년 아시안 게임 여자 단식 결승전에서 자카르타와 도쿄에서 두 번 만났던 천위페이에 승리하며 금메달을 획득했고 여자 단체에서도 금메달을 따며 2관왕을 달성했다. 그녀는 2023년 10월 '자랑스러운 전남인상'을 받았다.
안세영은 2024년 싱가포르 오픈에서 천위페이를 2:1로 꺾고 싱가포르 오픈을 달성했고, 인도네시아 오픈에서는 결승에서 천위페이를 만나 2:1로 패하며 준우승을 달성했다. 2024년 하계 올림픽에 출전, 여자 단식 결승전에서 중국의 허빙자오를 2-0으로 꺾고 금메달을 획득하며 1996년 하계 올림픽의 방수현 이후 28년 만에 여자 배드민턴 단식 금메달을 획득한 대한민국 선수가 되었다.

## 파리 올림픽 금메달 획득과 배드민턴 관련 부조리
안세영이 파리 올림픽 금매달 획득후 배드민턴 관련 부조리를 언급하였다.  
이에 문화체육관광부가 소위 '안세영 사태'에 대한 대한배드민턴협회의 자체 조사에 제동을 걸었지만 협회가 강행하면서 계속 논란이 커지고 있다. 
앞서 협회가 광복절 휴일인 지난 15일 기습적으로 '안세영 사태'에 대한 자체 진상조사위원회 구성과 조사 착수를 발표하자, 문화체육관광부는 그 다음날인 16일 협회의 정관 위반을 지적하고 절차 준수를 권고하였다.
배드민턴 종목이 고액의 연봉을 받지 못하는 종목이다보니 선수육성 방법과 보상, 광고 스폰서 등을 둘러싸고 선수본인, 협회, 문화체육관광부 등의 상급기관간의 원만한 협의가 더욱 필요하다.